# Sérgio Machado (réalisateur)
Pour les articles homonymes, voir Machado.
Sérgio Machado, né à Salvador (Bahia) le 19 septembre 1968, est un réalisateur et scénariste brésilien.
Son film Cidade Baixa, projeté dans la section Un certain regard au Festival de Cannes 2005, a remporté de nombreux prix.

## Filmographie partielle

### Comme réalisateur

#### Au cinéma
- 2001 : 3 Histórias da Bahia (pt)
- 2002 : Onde a Terra Acaba (pt)
- 2005 : Bahia, ville basse (Cidade Baixa)
- 2009 : O Príncipe Encantado
- 2010 : Quincas Berro d'Água (pt)
- 2015 : Le Professeur de violon (Tudo Que Aprendemos Juntos, aussi Heliopolis)
- 2015 : Aqui Deste Lugar (film documentaire)

#### À la télévision
- 2002 : Pastores da Noite (pt) (feuilleton télévisé)
- 2008 : Alice (pt) (série TV, 3 épisodes)
- 2010 : Alice: A Última Noite (TV)

### Comme scénariste

#### Au cinéma
- 2001 : Avril brisé (Abril despedaçado) de Walter Salles
- 2002 : Madame Satã de Karim Aïnouz